# Església de Sant Joan Baptista (Sant Joan de Moró)
L'església parroquial de Sant Joan de Moró (Província de Castelló, Espanya) va ser construïda l'any 1887, quan era un nucli d'amb prou feines deu o dotze cases.
Es va situar al centre geogràfic dels nuclis confrontants. Ja en 1910 el bisbe de Tortosa nomena un vicari. En 1941 es construeix l'altar major, avui desaparegut. En 1945 s'erigeix el campanar. En 1968 sofrirà una gran reforma desapareixent bastants elements decoratius.
L'església és de planta rectangular de gran diafanitat, volta de mig punt i capelles col·laterals. Importància dins d'aquesta, té l'escala de caragol que ascendeix al cor, tota ella en fusta, la imatge de la Mare de Déu dels Dolors, un Crist amb imitació de talla romànica, la capella del sagrari i dues vidrieres de Fernando Vicent, representant iconogràficament a Sant Joan i Sant Miquel.